# Stará

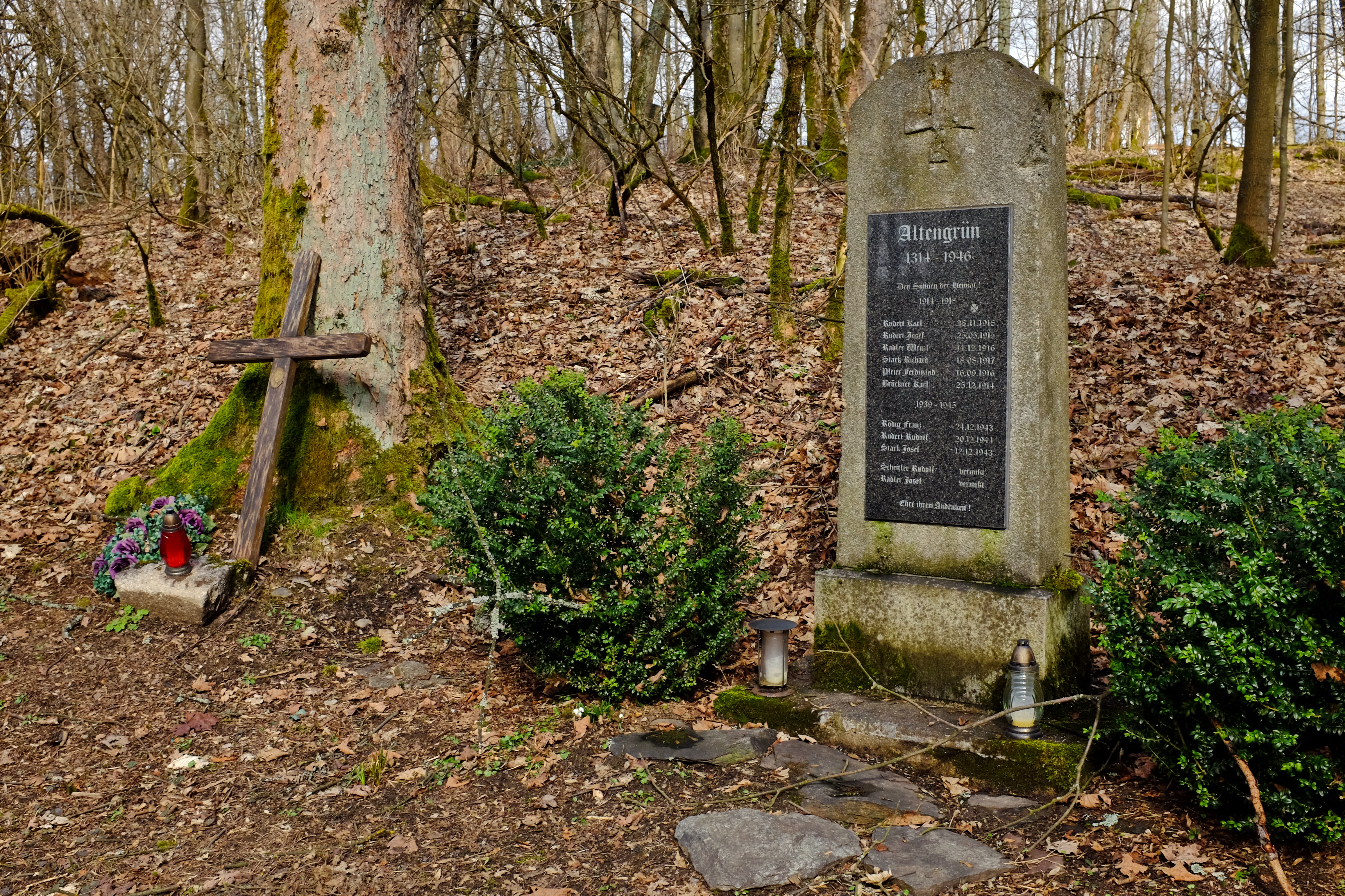
Kriegerdenkmal in Stará (2021)

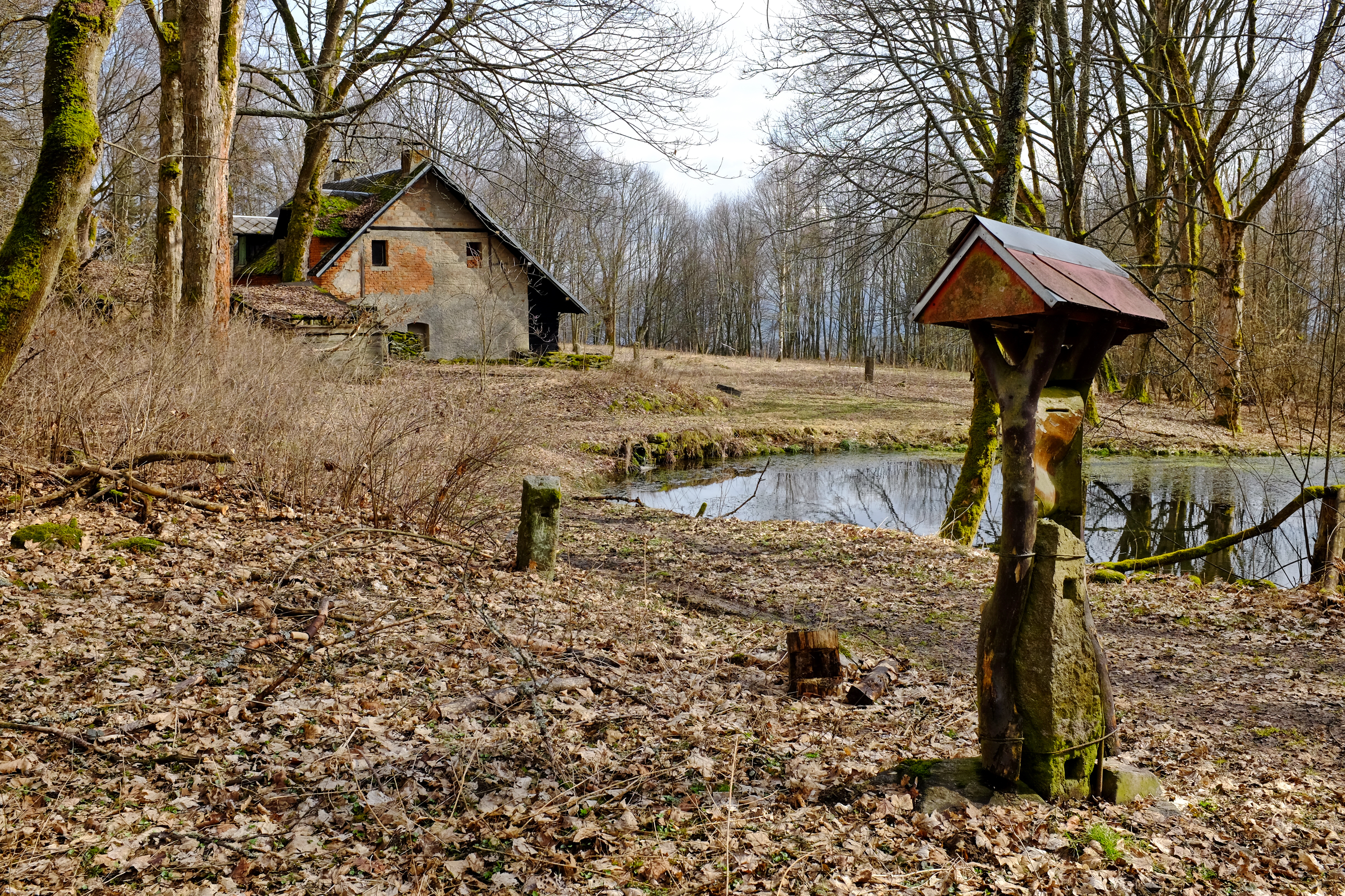
Blick zum Teich und der Ruine des neuerrichteten Wohnhauses (2021)

Stará (deutsch Altengrün) ist eine Ortswüstung, deren Flur zur ehemaligen Bergstadt Jindřichovice im Okres Sokolov in Tschechien gehört.

## Geografische Lage
Der Ort lag im westlichen Erzgebirge auf einer Höhe von etwa 670 m an der alten Straße von Dolní Nivy nach Jindřichovice, etwa 3 km südöstlich von Jindřichovice.

## Geschichte
Die erste schriftliche Erwähnung des Ortes erfolgte 1314. Bis 1850 gehörte Altengrün zu Heinrichsgrün und wurde dann eine selbständige Gemeinde.
Von 1938/39 bis Mai 1945 lag Altengrün im Reichsgau Sudetenland, Landkreis Graslitz, Regierungsbezirk Eger. Hier lebten im Jahre 1940 130 Einwohner.
Nach dem Zweiten Weltkrieg wurde die deutsche Bevölkerung aus Stará vertrieben, die Häuser verfielen durch Leerstand und wurden in den 1950er Jahren abgerissen. Der Versuch der Wiederbesiedlung des Ortes scheiterte 2012. Das auf den Fundamenten eines alten Gebäudes neben einem Teich errichtete Wohnhaus zerfällt seit dem Unfalltod seines Erbauers.